# 勻色金鱨
勻色金鱨，為輻鰭魚綱鯰形目脂鱨科的其中一種，為熱帶淡水魚，分布於非洲剛果民主共和國偉萊河流域，體長可達33公分，棲息在底層水域，生活習性不明。